# Karl Wallinger
Karl Wallinger, all'anagrafe  Karl Edmond De Vere Wallinger (Prestatyn, 19 ottobre 1957 – Hastings, 10 marzo 2024), è stato un cantante, compositore e polistrumentista britannico.

## Biografia
Karl Wallinger nacque il 19 otobre 1957 a Prestatyn, nel Galles, ma studiò nel Surrey. Fin da ragazzo fu influenzato dalla musica dei Beatles, dei Beach Boys, di Bob Dylan e dei Love. 
Compì le sue prime esperienze nei gruppi Pax e Quasimodo, dopodiché per un periodo lavorò nell'editoria musicale.
Dal 1983 al 1985 fece parte del gruppo The Waterboys come tastierista.
Nel 1986 fondò la band World Party, della quale fu il cantante e frontman, oltre a suonare le tastiere, la batteria, la chitarra, il basso.
La formazione, che operò una fusione di folk, funk, soul e pop-rock alternativo, fece subito centro con l'album Private Revolution (1986), trainato dal singolo Ship of Fools. La cantante irlandese Sinéad O'Connor, che poco dopo avrebbe iniziato una carriera da solista, prese parte ai cori.
I World Party pubblicarono altri 4 album molto ben accolti: Goodbye Jumbo (1990), Bang! (1993), Egyptology (1997, contenente la canzone She's The One, coverizzata due anni dopo da Robbie Williams) e Dumbing Up (2000)
Wallinger contribuì alle colonne sonore dei film Giovani, carini e disoccupati (1993) e Ragazze a Beverly Hills (1995).
Durante la permanenza nei World Party, Wallinger fece parte della band di supporto di Bob Geldof.
Nel 2001 sopravvisse a un aneurisma, che tuttavia gli lasciò alcuni deficit visivi.
Morì il 10 marzo 2024 nella sua casa di Hastings a causa di un ictus, all'età di 66 anni.

## Vita privata
Si sposò con la scultrice Susie Zamit con la quale ebbe due figli: un maschio, Louis, e una femmina, Nancy.